# The Finals
The Finals — це шутер від першої особи, розроблений і виданий дочірньою компанією Nexon Embark Studios. Гра зосереджена на командних матчах на картах з можливістю знищення навколишнього середовища, де гравцям пропонується використовувати динамічне середовище для своєї переваги. Перше закрите бета-тестування тривало з 7 по 21 березня 2023 року, а друге закрите бета-тестування відбулося з 14 по 21 червня. Відкрите бета-тестування тривало з 26 жовтня до 5 листопада. Реліз гри відбувся 8 грудня 2023 року.

## Ігровий процес
У The Finals люди змагаються у телевізійному віртуальному бойовому шоу. Це відображено у голографічних натовпах, які можна побачити під час гри, а також у коментарях, наданих грою у вигляді різних ведучих, які роблять спостереження про стан певної команди або саму гру. Розробник Embark Studios заявив, що гра частково натхненна The Hunger Games та Гладіатором (2000).
У базовому режимі (іменованому «Cashout»), гравці формують команди з трьох осіб, які змагаються за досягнення цілей, що складаються з відкриття сховищ і транспортування їх до місця «cash-out». Аспекти цих завдань натхенні грою «Захоплення прапора», вимагаючи від команд контролю над територією для виконання бажаної дії. Остаточним переможцем раунду є команда, яка зібрала найбільше грошей, що визначається сумою виведення та іншими показниками, такими як очки, вибування, передачі, смерті, пожвавлення та цілі. Ці показники також показуються гравцеві та його команді після завершення матчу. Гравці заробляють внутрішньоігрову валюту, усуваючи гравців, виконуючи цілі та інші бойові маневри.
Гравці обирають своїх персонажів на основі шкали «Легкий», «Середній», «Важкий», при цьому модель персонажа змінюється відповідно до цього. Певна зброя, рухи та функції залежать від класу, і кожен клас має різну швидкість руху. Легкі статури є швидшими та меншими і можуть використовувати пістолети-кулемети та здатність невидимості, Середні статури можуть використовувати лікарський промінь та мати доступ до автоматичних гвинтівок і рушниць, тоді як Важкі статури призначені для витримування ударів і мають відповідні навички, які відображають це, з арсеналом легких кулеметів і вибухівки C4 як їхнього обладнання.
Вказана зброя та обладнання не заблоковані для класу. Наприклад, Важка статура може використовувати кувалду, тоді як Легка статура може використовувати ніж. Середні статури також можуть вибрати лікарський промінь (схожий на той, що у героїні Mercy в Overwatch) або дефібрилятор, останній з яких дозволяє майже миттєво оживити члена команди, якого було вбито. Це не повний облік усіх варіантів для всіх класів і нехтує іншим обладнанням, яке може вплинути на такі речі, як мобільність, наприклад, гак, доступний для Середньої статури, а також наявність тросів для спуску, які повинен розмістити хтось з відповідною властивістю персонажа, але їх може використовувати будь-хто.
Механіка гри сприяє виникненню невідкладного ігрового процесу завдяки наявності багатьох вільних змін. До них входить високо змінний ландшафт, який гравці можуть модифікувати (як руйнування, так і обмежене будівництво), різноманітні погодні умови та час доби (які змінюються між матчами), а також склади команд. На аренах є предмети, які підвішені на мотузках, а також предмети на землі, які гравці можуть піднімати і кидати, такі як бочки і горщики для рослин. Деякі з них є вибухонебезпечними, тобто вибухнуть від удару. Цілі будівлі потенційно піддаються руйнуванню, якщо націлитися на правильні опори. У грі дозволяється обмежене будівництво, хоча це має форму тимчасових споруд (наприклад, бар'єрів, за якими гравець може сховатися), а також за допомогою «Goo gun» і «Goo granate», які створюють твердий, хоч і руйнівний бар'єр, який має вигляд піноізоляції.
Вбиті гравці перетворюються на статуї, які їхні товариші можуть використовувати, щоб оживити їх. Якщо гравець, який відроджує товариша, має дефібрилятор, процес майже миттєвий, в іншому випадку він займає приблизно п'ять секунд. Якщо пройде достатньо часу, гравець може вибрати відродження, хоча для цього витрачається так звана «Монета відродження». Гравці мають обмежені монети для відродження.

## Розробка
The Finals разом з Arc Raiders — перші дві гри від Embark Studios, розташованої у Стокгольмі. Виробник зазначив, що можливість змінює спосіб, яким гравці підходять до гри, сказавши, що «нас постійно дивують нові та винахідливі способи використання гравцями свободи, яку надає гра. Навіщо відкривати двері, коли можна використовувати ракетну установку, щоб пробити діру в стіні, правда?». Гра виконує обчислення щодо знищення на стороні сервера, щоб зменшити витрати продуктивності.
Гра була анонсована в серпні 2022 року для ПК, а пізніше були представлені порти для PlayStation 5 і Xbox Series X і Series S. Закриті бета-тести були проведені на початку 2023 року, із запланованим повним випуском у майбутньому.

## Оцінки
Згідно з IGN, погана продуктивність і низька частота кадрів створювали проблему під час ранніх бета-версій гри. Інші також були критично налаштовані щодо використання штучного інтелекту для озвучки дикторів та інших персонажів.